# Vladislav Borísov
Vladislav Vladímirovich Borísov (en ruso: Владислав Владимирович Борисов; Narian-Mar, 5 de septiembre de 1978) es un deportista ruso que compitió en ciclismo en las modalidades de pista, especialista en la prueba de persecución por equipos, y ruta.
Ganó una medalla de bronce en el Campeonato Mundial de Ciclismo en Pista de 1999, en la prueba de persecución por equipos.
Participó en dos Juegos Olímpicos de Verano, en la prueba de persecución por equipos, ocupando el octavo lugar en Sídney 2000 y el noveno lugar en Atenas 2004.

## Medallero internacional
| Campeonato Mundial | Campeonato Mundial | Campeonato Mundial | Campeonato Mundial      |
| Año                | Lugar              | Medalla            | Competición             |
| ------------------ | ------------------ | ------------------ | ----------------------- |
| 1999               | Berlín ( Alemania) | Medalla de bronce  | Persecución por equipos |

## Palmarés
1999
- 1 etapa de la Vuelta al Táchira

2001
- 1 etapa del Tour de Polonia

2003
- 3.º en el Campeonato de Rusia Contrarreloj

2005
- 1 etapa de los Cinco Anillos de Moscú
- 1 etapa de la Vuelta al Lago Qinghai
- 1 etapa de la París-Corrèze
- 1 etapa de la Vuelta a Eslovaquia
- 3.º en el Campeonato de Rusia Contrarreloj

2007
- Campeonato de Rusia en Ruta

2011
- Challenge du Prince-Trophée de la Maison Royale